# Шабаль, Себастьен
Себастьен Шабаль (фр. Sébastien Chabal, род. 8 декабря 1977 года, Валанс) — профессиональный французский регбист. В сборной Франции по регби играл на нескольких позициях третьей и второй линий. Шабаль является одним из самых популярных спортсменов Франции, есть даже специальный термин, обозначающий данное явление — «Шабаломания».
Шабаль провёл на высоком игровом уровне почти 10 лет. За это время он становился чемпионом Англии, победителем Европейского кубка вызова, дважды обладателем Кубка шести наций, в том числе «большого шлема» (2010), дважды занимал четвёртые места на чемпионатах мира по регби. Благодаря своему брутальному имиджу (его называют «Пещерным человеком») заключил множество рекламных контрактов (например, с «Рено»), став самым высокооплачиваемым французским регбистом.

## Биография
Вырос в Бомон-ле-Валанс, небольшой деревушке в пригороде Валанса. Его отец был механиком, мать работала в ювелирном магазине. От отца передалась страсть к моторам, поэтому Шабаль выучился на токаря-фрезеровщика и работал на заводе Сальмсон. Параллельно играл в регби на любительском уровне. После оставил работу фрезеровщика, когда смог подписать контракт с клубом «Бургуэн». Во время игры в «Бургуэне», женился на Анник и стал отчимом её дочери, в 2005 году у пары родилась дочь Лили-Роуз.

## Спортивная карьера

### Ранние годы
Впервые Шабаль попал в регби в 9 лет, однако поиграв 2 месяца забросил его. В 16 лет возвращается в регби вместе с двумя своими друзьями. Тогда же в нём просыпается страсть к игре, а также к веселому препровождению третьих таймов (как правило совместное времяпрепровождение (чаще всего пьянка) всех участников регбийного матча). Сначала он играл за местный клуб в 4 французском дивизионе, а в 1998 году перешёл в «Бургуэн», тогда вполне успешно игравший в Высшем дивизионе французского регби. Там он играл на позиции фланкера, его позиция 8 номера была занята. С клубом Шабаль поиграл на самом высоком уровне и получил вызов в сборную Франции. Он являлся частью очень талантливого поколения местных воспитанников (Лионель Налле, Жюльен Боннер, Оливье Мийу, Паскаль Папе и Бенджамин Бойе — все играли за сборную Франции). Эта команда доходила до нескольких финалов (Европейский кубок вызова в 1999, полуфиналист чемпионата Франции 1999 и 2004, финал Кубка Франции 1999 и 2003), но все их проиграла.
В Кубке Хейнекен 2002/2003 клуб играл в одной группе с «Сейл Шаркс», будущей командой Шабаля. В первой очной игре (победа 24-18) Шабаль остановил мощным захватом Джейсона Робертса (172 см ростом), после этого игрок не смог продолжить встречу. Ответную игру они тоже выиграли.
В Кубке Хейнекен 2003/2004 команда выступила очень неудачно, смогли занести лишь две попытки и обе на счету Шабаля. Из-за неудовлетворительных результатов клуб покинул тренер Филипп Сан-Андре, вслед за ним Себастьен тоже решает покинуть команду после 6 проведённых сезонов. Сначала он хотел присоединиться к одному из сильнейших клубов Франции «Тулузе», но ему так и не сделали предложения, поэтому игрок решил уехать за границу в клуб
«Сейл Шаркc», который тренировал его бывший тренер Филипп Сан-Андре.

### Английский этап карьеры

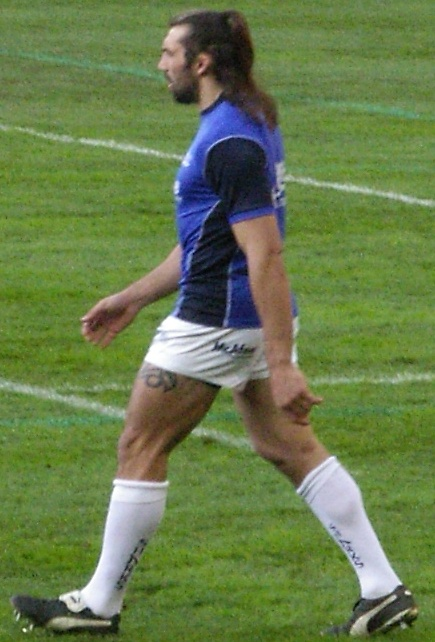
Шабаль в форме «Сейл Шаркс», декабрь 2006 года

В 2004 году Себастьен подписал двухлетнее соглашение с английским «Сейл Шаркc» из Сейл (Большой Манчестер). По прибытии в новый клуб игрок сразу получил лестные оценки от тренера. В новом клубе он начал выступать на позиции 8 номера.
В сезоне 2004-05 английского чемпионата клуб начал за здравие, в первых двух играх были побеждены главные претенденты на титул: «Лестер Тайгерз» (26-19) и «Лондон Уоспс» (30-33). В итоге команда завершила сезон на 3 месте, а в плей-офф проиграла в полуфинале «Лондон Уоспс» 43-22. На евроарене клуб победил в Европейском кубке вызова (второй по силе турнир), где в финале раскатал французский а «Сексьон Палуаз» или просто «По» со счетом 27-3. Этот титул стал для Шабаля первым в карьере.
Второй сезон стал ещё успешнее. Во-первых был достигнут четвертьфинал Кубка Хейнекен. Где на групповой стадии в игре с «Манстером» на нём был произведен очень мощный силовой прием Полом О’Коннелом (1.96 см, 117 кг), а потом и сам Шабаль отметился жёстким приемом. Во внутреннем чемпионате, в раунде плей-офф был обыгран «Лондон Уоспс» 22-12, а в финале «Лестер Тайгерз» 45-20. Благодаря хорошей игре Шабаль продлил свой контракт с клубом на год, несмотря на интерес французских команд.
Следующий сезон клуб проводит куда слабее. В чемпионате лишь 6 место. В еврокубке невыход из группы. Однако в выездном матче против парижского «Стад Франсе», Шабаль перехватил мяч у Августина Пичо и пронесясь с ним 50 метров занёс попытку, как итог победа 27-16. В декабре 2007 Шабаль продлил свой контракт ещё на 2 года.
Сезон 2007—2008 был более успешен. Клуб занял 5 место, если бы выиграл последний матч, то стали бы 4, однако все же смог попасть в Кубок Хайнекена. Во время четвертьфинального матча с «Бривом» в рамках Европейского кубка вызова Шабаль занёс попытку, но при этом получил травму ноги и пропустил месяц, в течение которого клуб уступил в полуфинале.

Сезон 2008-09, и клуб и игрок не смогли выиграть трофеев. В конце года главный тренер Филипп Сан-Андре заявил о том, что покидает клуб в декабре. Сам Шабаль также изъявил желание покинуть команду и перебраться во Францию, его семья уже в сентябре покинула Англию.

### Возвращение во Францию

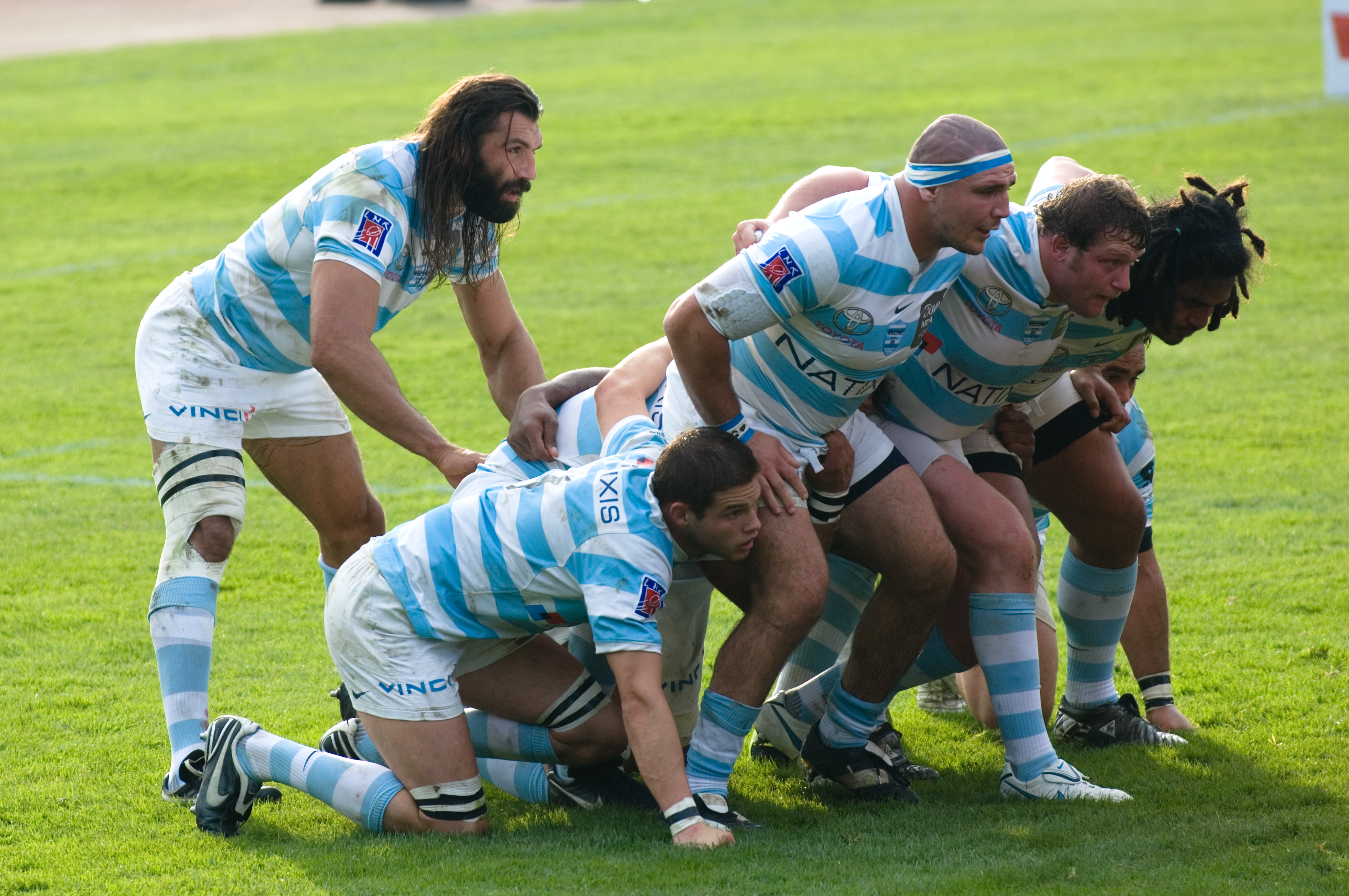
Шабаль в форме «Расинга», 31 октября 2009 года

В конце апреля 2009 игрок подписал 3-летний контракт с клубом «Расинг Метро 92», который в тот момент поднялся из Второго дивизиона, однако перед клубом стояли амбициозные задачи: к сезону 2010-11 попасть в Кубок Хайнекен. В 2009-10 клуб стал шестым, во многом благодаря тому, что провел мощную трансферную кампанию, несомненным успехом в ней стал трансфер Шабаля. Свой дебютный матч игрок провел против «Альби», где он вышел на замену. Свою первую попытку совершил в матче против «Монпелье» (18-14). А через две недели игрок получает травму связок колена и выбывает на 3 недели. В конце 2009 года был признан лучшим спортсменом страны по версии l’Equipe.
В августе 2010 года, был капитаном команды, замещая травмированного Лионеля Налле. Он открыто критиковал календарь, называя его «маскарад», потому что команде пришлось играть 3 игры за 9 дней, а также из-за малого срока подготовки игроков в сборной. В сентябре 2010 был регбистом, который зарабатывает больше всех в мире (1.8 млн долларов или около 1 млн евро, а вместе с рекламой около 2 млн евро).
В марте 2011 Шабаль находится в хорошей форме, играет очень полезно. Однако в середине апреля он сказал нелицеприятные слова в адрес арбитров. За что получил 60 дневную дисквалификацию, но 24 мая после протеста ему сократили её до 10 дней. Благодаря этому игрок смог участвовать в стадии плей-офф чемпионата.
В начале февраля 2012 года игрок и клуб расторгают контракт по обоюдному согласию из-за того, что между игроком и тренером возникли разногласия, хотя многие связывали этот разрыв с обсуждением нового контракта игрока. После разрыва контракта Шабаль ненадолго (на 1 игру) уехал в Австралию, в клуб 3-го дивизиона «Бальмон Вулвз». Там он заносит попытку и вместе с клубом одерживает победу 15-9. В начале апреля Шабаль подписывает контракт с клубом «Лион ОУ», который только вылетел из ТОП-14 и намерен был вернуться назад, однако сделать этого не удалось (сезон 2012-13 — 8 место).
Шабаль завершил свою карьеру после сезона 2013\2014. Как и все великие игроки Себастьен ушёл на мажорной ноте- «Лиону» удалось выиграть повышение в классе (выход в Топ 14). Таким образом, он получил ещё один титул к своей внушительной коллекции, и с чистым сердцем ушёл на покой.

### Сборная Франции

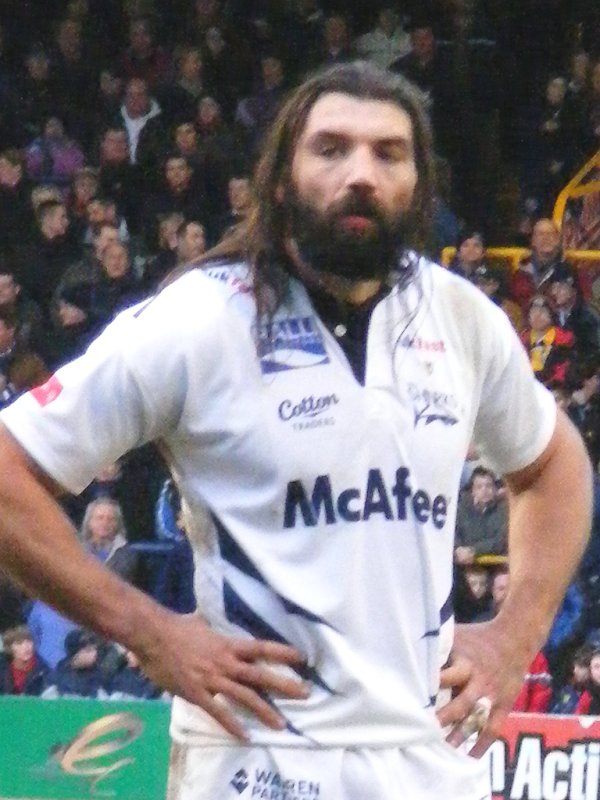
В чемпионате Англии

Шабаль дебютировал за сборную 4 марта 2000 года, в матче против Шотландии. На то время 22-летний Шабаль провел лишь пару десятков игр на высшем уровне. В июне 2001 года был приглашён в сборную на летнее турне сборной (летом, преимущественно в июне-июле, европейские сборные летают в Южное полушарие, а в ноябре южные гости прилетают в Европу), против команд ЮАР и Новой Зеландии, а в ноябре против Фиджи. Однако в заявку на Кубок шести наций 2002 года игрок не попал. В сборную вновь вернулся во время летнего турне 2002 года с командами Аргентины и Австралии, участвовал также в ноябрьских матчах и в Кубке шести наций 2003 года (3-е место).
В 2003 году игрок впервые в карьере едет на Чемпионат мира. Вместе с командой занял 4-е место, проиграв в матче за 3-е место команде Новой Зеландии 40-13. Несмотря на поражение, Франция почти весь матч боролась на равных, была хороша в защите, а Шабаль был её настоящим лидером. Во время чемпионата Шабаль выразил неудовольствие тренером, за что потом почти два года не вызывался им в сборную, официально тренер говорил, что на его месте играют более сильные игроки. Шабаль был возвращён в сборную в 2005 во время летнего и осеннего турне, но на Кубок шести наций 2006 года он снова не едет. 

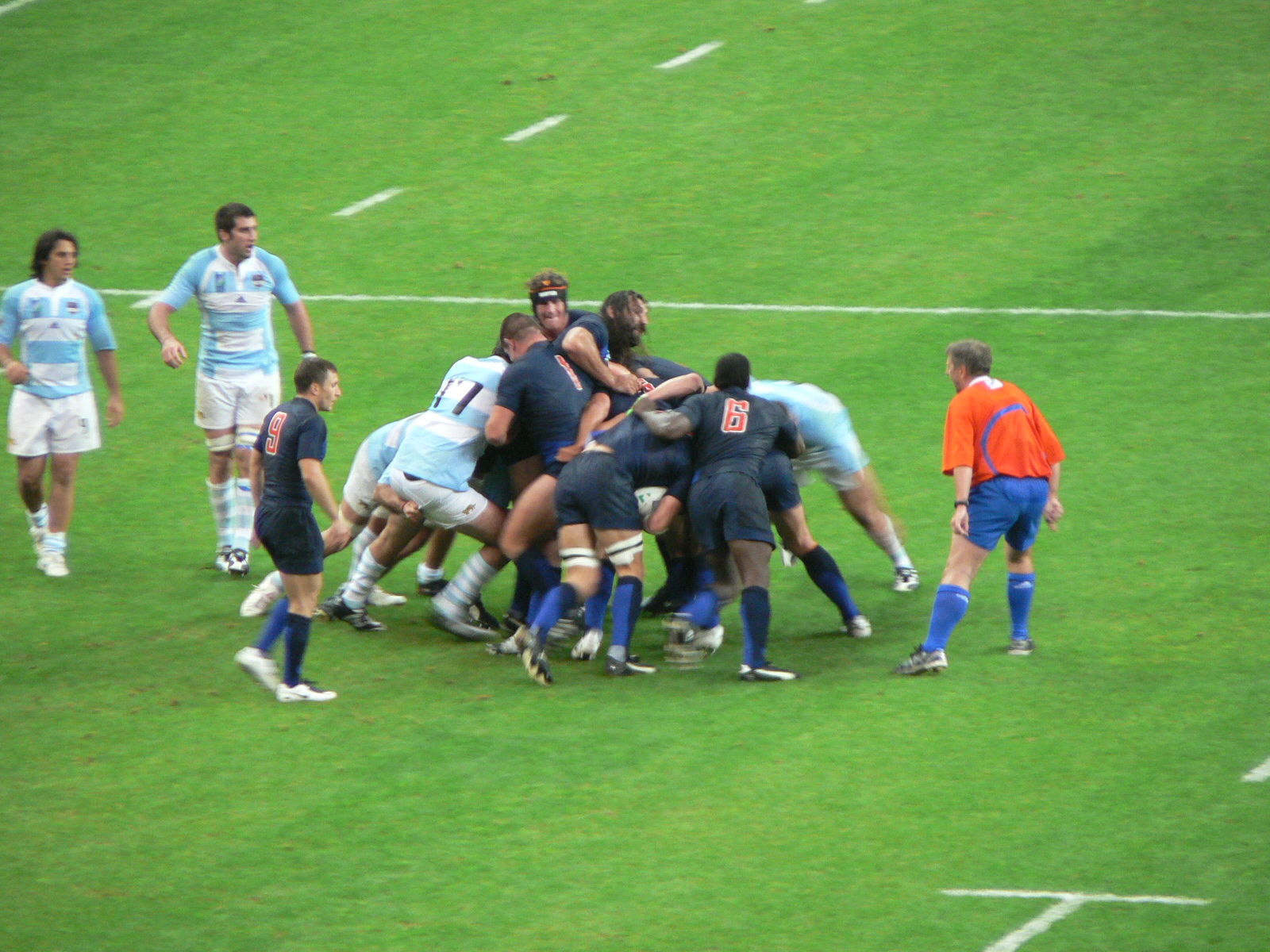
Сборные Франции и Аргентины на Чемпионате мира 2007 года (Шабаль в центре схватки)

В 2007 игрок все же попал на Кубок шести наций, команда заняла 1 место, в победном матче против Италии Шабаль совершил попытку. Во время контрольных матчей с Оллблэкс Шабаль сначала своим фирменным захватом просто-напросто сбил с ног Криса Масоэ (183 см, 106 кг), который был после этого в легком нокдауне и с трудом смог подняться, а затем в результате столкновения, головой сломал челюсть Али Уильямсу (202 см, 118 кг). Вот видео с этими эпизодами. А телеканал TF1, который транслировал матчи, сделал его главным медиа-героем в стране на тот момент. В июне 2007 был включен в список игроков, которые сыграют на домашнем Чемпионате мира по регби 2007. На нём Франция снова стала только четвёртой. В матче-открытии против Аргентины вышел только на замену, в матче против Намибии вышел в стартовом составе и занёс две попытки, причём одна из них получилась очень красивой, Шабаль смог прорваться практически через всю оборону соперника. Также он принял участие в важной победе над Ирландией. В четвертьфинале и полуфинале выходил на замену, для усиления игры во втором тайме. После поражения от Англии в полуфинале Шабаль покидал поле в слезах. После игры его вызывали в дисциплинарный комитет за опасный прием против Брайана Шоу, однако никаких санкций не последовало.
После этого чемпионата уходит в отставку главный тренер сборной Лапорт, ему на смену приходит Марк Льевремон. Сначала он игнорировал Шабаля, но летом 2008 вызвал его на традиционное южное турне против Австралии и сборной островов Тихого океана. Тренер был приятно удивлен игрой Шабаля и взял его на Кубок шести наций 2009 года. Игрока критиковали СМИ, однако тренер его защищал, и он отплатил ему отличной игрой в матче против Италии (50-8).
В 2009 году Шабаль участвует в летнем турне и помогает обыграть Новую Зеландию 27-22. Вторую игру Франция проиграла 10-14. Несмотря на поражение, Франция в первый раз в своей истории завоевала трофей Дейва Галлахеара благодаря лучшей разнице очков. Осенью французы обыграли южноафриканцев (на тот момент чемпионов мира) 20-13. Шабаль участвует в Кубке шести наций 2010 года, однако из-за болей в спине выходит лишь в трёх матчах на замену. Впервые игрок выигрывает Большой шлем (награда вручаемая команде, которая выиграла все матчи Кубка шести наций). На Чемпионат мира 2011 года Шабаль не попадает, тренер сказал, что ему надо залечить травму спины и отдохнуть. Последний матч за сборную Шабаль сыграл 12 марта 2011 года против Италии (поражение 22-21).

## Имидж

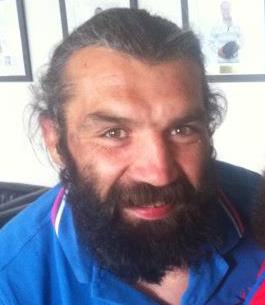
Себастьен Шабаль

Его внешность, манера игры и физические данные поспособствовали тому, что игроку дали очень много кличек. Во-первых его называли «картуш» — за то, что он проводил особо мощные захваты (картуш — так они и называются на французский лад). В Англии товарищи по команде дали прозвище — «Морской окунь» (как полагают некоторые, это прозвище означало также, что клубу удалось «поймать» большую рыбу). В 2007, после памятного матча с Оллблэкс, новозеландские СМИ дали ему прозвище «Пещерный человек» (в честь его внешности, а также ссылаясь на слова Ка-матэ «волосатый человек, который принёс солнце»). Британские и южноафриканские журналисты называют его «французский Зверь» (за манеру игры). Итальянцы прозвали его «Анестезиологом», а сами французы «Аттилой».
Есть также менее распространённые прозвища: «Ганнибал» или «Ганнибал Лектор» (опять же из-за внешности), также в «Бургуэн» с ним приключился забавный случай: в то время когда вся команда легла спать, ему пришлось спать на улице, чтобы не мешать партнёрам, так как он очень сильно храпит, за что получил прозвище «Хускварна» (в честь бензопилы).
Игрок менял имидж на некоторых этапах карьеры. Длинные волосы и борода стали частью его образа после переезда в Англию. По его словам, он специально ничего не придумывал, просто переехав на остров он очень неуверенно говорил на английском и из-за этого боялся пойти в парикмахерскую, а бриться самому ему не хватало силы воли (или обычная лень), поэтому он и приобрел такую специфическую внешность.

## Вне регби
Себастья Шабаль является одним из самых популярных спортсменов во Франции, и самым популярным регбистом. Поэтому используя свою популярность он серьёзно увеличивает свои доходы. Его популярность настолько высока, что даже есть специальный термин — «Шабальмания», её пик пришёлся на домашний чемпионат мира по регби в 2007 году, когда его изображение не сходило с экранов телевидения. В 2007 он нанимает себе агента, которая отвечает за его рекламные контракты. Он подписывает несколько договоров, рекламируя мужской парфюм «Каро», автомобили «Сеат», вина XXL и другое.
Джонни Уилкинсон первый регбист, который подписал личный контракт с «Адидас», Шабаль не отстал, в 2006 году его завербовала Puma.
Параллельно с рекламными контрактами он выпустил, в партнёрстве с группой Norprotex, линию одежды Ruckfield в 2009 году(в данном названии обыгрывается слово рак — позиция из регби). По его словам, таким образом он думает о своем будущем, потому что ему уже 31 и регбийная карьера идет к закату. Таким образом Шабаль являлся (с 2007 года) самым высокооплачиваемым регбистом, но ему все ещё далеко до футболистов и некоторых других спортсменов.
В феврале 2009 года Клинт Иствуд задумал снять фильм «Непокорённый» (с Мэттом Дэймоном и Морганом Фрименом), где хотел задействовать Шабаля в роли игрока сборной ЮАР. Однако из-за плотного графика спортсмена эта затея провалилась.
Тем не менее в 2010 он озвучил йети из одноимённого мультфильма. Также является представителем организации «Мир и спорт», наряду с ещё 40 спортсменами, которая борется за мир во всем мире.
В апреле 2011 года он опубликовал свою автобиографию под названием My Little Star.
В 2025 году Шабаль заявил о том, что у него начали фиксироваться провалы в памяти: с его слов, он не мог вспомнить ни одного регбийного матча, который когда-либо проводил.

## Достижения
«Бургуэн»

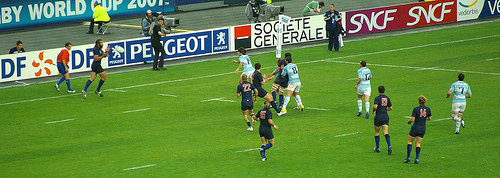
Матч Франция — Аргентина на ЧМ-2007

- Финалист Европейского кубка вызова: 1999 (1)
- Финалист Кубка Франции: 1999, 2003 (2)

«Сейл Шаркс»
- Чемпион Англии: 2006 (1)
- Победитель Европейского кубка вызова: 2005 (1)
- Победитель Трофея чемпионов: 2006 (1)

«Расинг Метро 92»
- Полуфиналист Французской лиги: 2011 (1)

«Лион ОУ»
- Победитель Про Д2: 2013\2014 (1)

Сборная Франции
- Победитель Кубка шести наций: 2007, 2010 (2)
- 4-е место на Чемпионате мира: 2003, 2007

## Статистика
В еврокубках (Европейский кубок вызова и Кубок Хейнекен) Себастьян за 53 игры сделал 13 попыток. Он участвовал в 7 сезонах различных кубков.
В сборной он провел 62 игры и занёс 6 попыток. Он принимал участие в семи Кубках шести наций (2000, 2003, 2005, 2007, 2009, 2010 и 2011) и двух Чемпионатах мира (2003 и 2007).